# I Teddy boys della canzone
I Teddy boys della canzone è un film del 1960 diretto da Domenico Paolella.